# Amor fatal
Amor fatal (dramă sentimentală aranjată pentru cinematograf) este un film românesc din 1911, în regia lui Grigore Brezeanu. Acesta a fost totodată și scenarist, și actor. Este considerat film pierdut. Presa vremii a catalogat producția drept „cinematografierea uneia dintre cele mai celebre piese din repertoriul Teatrului Național”, însă aceasta nu a putut fi identificată nici până astăzi. Neamțu-Ottonel susține însă că filmul ar fi fost pur și simplu filmarea unui spectacol, într-o grădină de vară, care adunase mult public.
Premiera filmului a avut loc la 18 septembrie 1911, la numai câteva luni după aceea, protagoniștii principali (Tony Bulandra și Lucia Sturdza) căsătorindu-se.
Presa vremii: „Unii dintre cei mai buni actori ai noștri au jucat pentru cinematograf și un film în care ei figurează și se reprezintă. Acest film e interesant numai fiindcă figurează în el actorii noștri, nu și prin felul în care ei joacă. Dacă acești artiști — am spus doar că sunt printre cei mai buni pe care-i avem — au totdeauna succes când apar pe scenă, nu tot așa se întâmplă și când e vorba de performanța lor cinematografică.” (L'Independence Roumaine - 7/20 octombrie 1911)

## Distribuție
- Lucia Sturza Bulandra
- Tony Bulandra
- Aurel Barbelian

## Legături externe
- Amor fatal (1911)[nefuncțională – arhivă]
 la aarc.ro